# Little Big Adventure
Little Big Adventure (LBA) is een avonturenspel uit 1994, gemaakt door de Franse computerspelontwikkelaar Adeline Software International en uitgebracht door Electronic Arts in Europa, en door Activision in de VS. Daar heette het Relentless. Er is ook een vervolg onder de naam Little Big Adventure 2. In de VS heette dit spel Twinsen's Odyssey.
In oktober 2011 zijn de rechten van Little Big Adventure teruggekomen bij de oorspronkelijke bedenkers Didier Chanfray en Frederick Raynal. Hierop werd de game opnieuw uitgebracht en gedistribueerd via GOG.com.

## Verhaal
Twinsun is een jonge planeet die een baan heeft tussen twee sterren. Hierdoor zijn de polen het warmst en bevindt zich rond de evenaar een ijskoud hooggebergte. Er leven 4 intelligente rassen op Twinsun: de Quetch, Rabbibunnies, Spheroids en Grobos.
De dictator FunFrock is er de baas. Deze schurk onderdrukt de bevolking, gesteund door geavanceerde technologie zoals klonen en teleportatie. Hij kan van elk ras soldaten klonen en die met behulp van telepods direct over de planeet verspreiden.
FunFrock heeft recent het hele noordelijke halfrond laten ontruimen. Iedereen die zich verzet wordt gearresteerd, en de mensen verliezen de hoop. Een van de weinige hopen die ze hebben is een oude legende over de godin Sendell. FunFrock heeft het noemen van de Legende en Sendell streng verboden.
De jonge Quetch Twinsen belandt in de gevangenis omdat hij vreemde dromen heeft waarin Sendell hem vertelt dat hij de erfgenaam is van een familie die zij eeuwen geleden uitkoos om de planeet te bevrijden van de onderdrukking. Twinsen moet vele eilanden over de hele planeet afreizen om FunFrock dwars te zitten en magische voorwerpen te verzamelen.

## Geografie
Er zijn verschillende eilanden op Twinsun. Rond de hele evenaar ligt een moeilijk doordringbare bergketen (de zogenaamde Hamalayi Mountains), wat reizen van het noordelijk naar het zuidelijk halfrond (en andersom) bemoeilijkt.
Eilanden:
- Citadel Island, hier woont Twinsen met zijn vrouw Zoë.
- Proxima Island, hier staan twee Runen stenen, het Maritiem Museum en de werkplaats van Jerome Baldino.
- Desert Island, in deel 1 bevindt zich hier de Tempel van Bú. In deel 2 is het eiland toeristisch geworden, en bevinden het huis van Jerome Baldino, de School of Magic, de lanceerbasis van de Esmers en het tempelpark zich hier.
- Principal Island, met daarop het dorpje Old Burg en het hoofdkwartier van de dictator FunFrock.
- Rebellion Island, waar de rebellen zich hebben verscholen.
- Tipett Island, waar Twinsen Dinofly ontmoet.
- Brundle Island, met daarop het Teleportatie Centrum.
- Fortress Island, met daarop het Cloning Centre en het zuidelijke hoofdkwartier van FunFrock.
- Polar Island, met daarop de Well of Sendell.

## Rassen
- Quetch (meervoud Quetch of Quetches) zijn kleine mensachtigen met een pruimvormig hoofd met bovenop een paardenstaart. Twinsen, de hoofdpersoon van LBA, en zijn vriendin Zoë behoren tot dit ras, verder zijn ze vrij zeldzaam. Ook FunFrock, de antagonist, is een Quetch. De meeste quetch in het spel zijn onvriendelijke mopperaars die aan hun kostuum te zien saaie kantoorbanen vervullen, sommigen doen dienst voor FunFrock als cipier. De quetchklonen vormen de in groen uniform gehulde soldaten.
- Rabbibunnies zien eruit als een soort lange, rechtop lopende konijnen. Net als konijnen houden ze erg van wortels. Ze zijn snel, intelligent, enthousiast, grappig, muzikaal, en zijn niet erg bereid de dictatuur van FunFrock te accepteren. Vaker dan de andere rassen van Twinsun nemen Rabbibunnies deel aan rebellie of criminele zaken, maar er zijn er ook die zich toeleggen op magie of medicijnen. Rabbibunnies lijken een van de oudste rassen van Twinsun te zijn. In de oude Temple of Bü, diep begraven onder het zand van Desert Island bevinden zich rabbibunny-mummies. Een Rabbibunny-gemeenschap in de Hamalayi Mountains aanbidt een mysterieuze gouden wortel.
  - Belangrijke Rabbibunnies zijn:
    - De zwerver in de woestijn, in LBA 1.
    - Bersimon, de weather wizard uit LBA 2.
    - Raph, de vuurtorenwachter van Citadel Island, ook uit LBA 2.
- Spheroids hebben een grote, dikke romp, kleine armen en (bijna) geen nek. Van dit ras zijn er niet zo heel veel op Twinsun.
- 'Grobo's' zien eruit als een soort kleine, rechtop lopende olifanten. Een belangrijke Grobo is Jerome Baldino. Over het algemeen zijn ze goedaardig van karakter en niet al te snugger (uitzonderingen daargelaten). Opvallend veel Grobo's zijn visser of zeeman. De naam is afkomstig uit het Frans: 'gros-beau' (dik en mooi). Groboklonen, vooral de grote witte 'supergro', vormen de sterkste tegenstanders van Twinsen.

## Personages
Hoewel Twinsen op zijn avontuur zeer veel personen ontmoet, is er een handjevol terugkerende karakters:
- Dinofly, het sprekende en vliegende draakje dat Twinsen overal heen kan vliegen, ontmoet Twinsen op Trippett Island.
- FunFrock, heeft het noemen van Sendell streng verboden.
- Jerome Baldino, vriend en uitvinder van de jetpack.
- Joe the Elf, is een elfje dat Twinsen diverse keren moet redden. In ruil daarvoor ontvangt hij handige dingen, die hem helpen op zijn missie om Twinsun te bevrijden van Dark Monk en Funfrock.
- Sendell, is een godin.
- Twinsen, de hoofdfiguur.
- Zoë, Twinsens vriendin.

## Belang
Van Little Big Adventure zijn wereldwijd meer dan 400.000 exemplaren verkocht. Het spel is opgenomen in het boek 1001 Video Games You Must Play Before You Die van Tony Mott.